# Monterubbiano
Monterubbiano é uma comuna italiana da região dos Marche, província de Fermo, com cerca de 2.367 habitantes. Estende-se por uma área de 32 km², tendo uma densidade populacional de 74 hab/km². Faz fronteira com Fermo, Lapedona, Montefiore dell'Aso, Moresco, Petritoli, Ponzano di Fermo.

## Demografia
| Variação demográfica do município entre 1861 e 2011                               |
|                                                                                   |
| Fonte: Istituto Nazionale di Statistica (ISTAT) - Elaboração gráfica da Wikipedia |